# Dinocampus coccinellae
Dinocampus coccinellae – gatunek błonkówki z rodziny męczelkowatych.

## Zasięg występowania
Gatunek ten występuje niemal kosmopolitycznie. W Europie notowany w Albanii, Austrii, Belgii, Bułgarii, Czarnogórze, Czechach, we Francji, w Hiszpanii (w tym na Wyspach Kanaryjskich), Holandii, Irlandii, na Litwie, Maderze, w Niemczech, Norwegii, Polsce, Rosji (bez dalekiej północy), Serbii, na Słowacji, w Szwecji, Turcji, na Węgrzech i we Włoszech.

## Biologia i ekologia

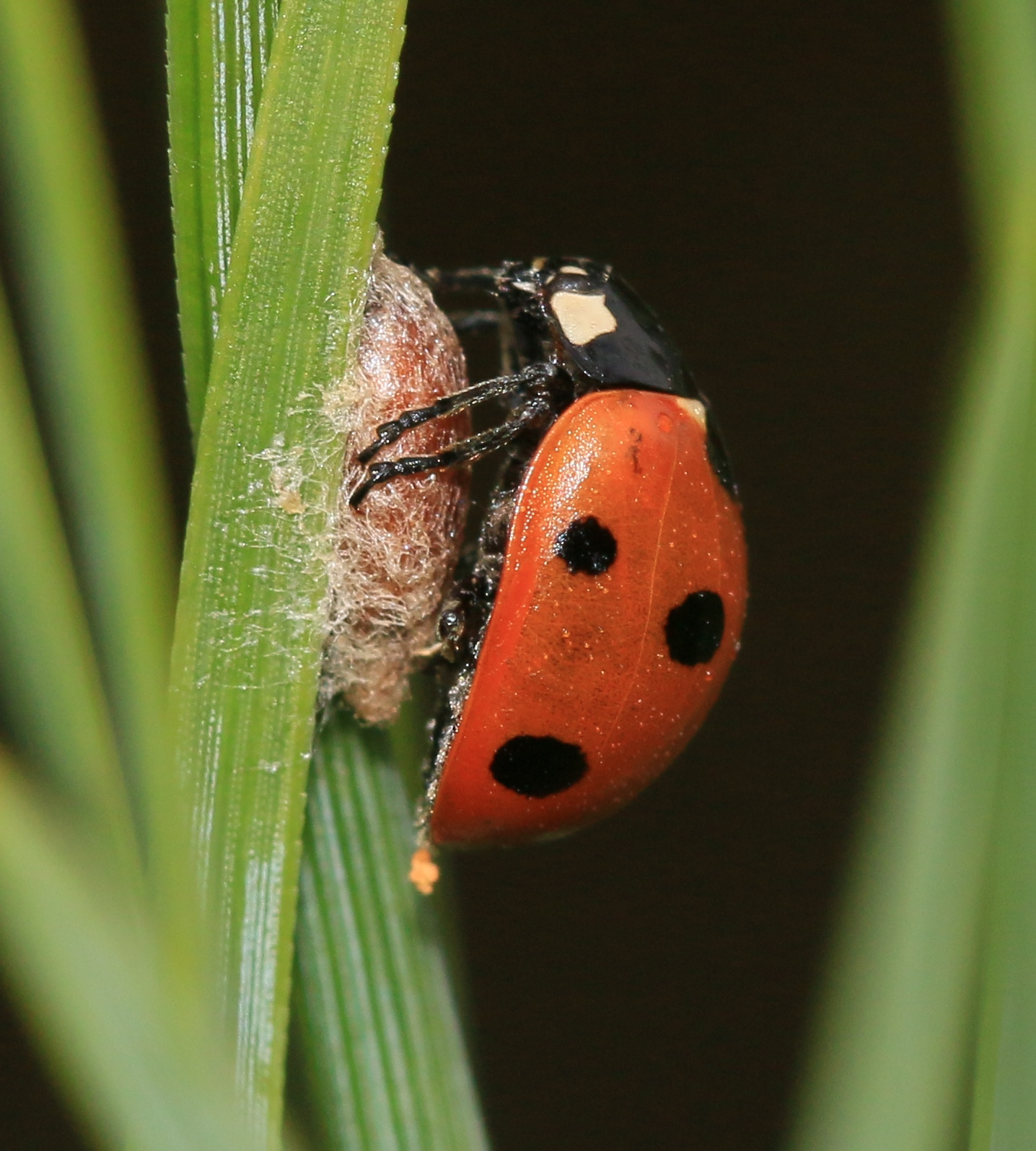
Larwa w kokonie pod martwą biedronką

Dinocampus coccinellae jest parazytoidem licznych gatunków biedronek, m.in. biedronki siedmiokropki. Samica składa jajo w dorosłym chrząszczu (czasem atakuje również larwy w późnych stadiach), po czym wykluta z niego larwa rozwija się w pierwsze stadium larwalne i tak zimuje w ciele żywiciela. Po około miesiącu od wybudzenia ze snu, wychodzi ona z chrząszcza i przepoczwarcza się w kokonie pod jego ciałem, zaś ostrzegawcze kolory martwej biedronki – najprawdopodobniej – chronią ją w tym czasie przed atakiem ze strony drapieżników.